# Imperium Rosyjskie na Letnich Igrzyskach Olimpijskich 1908
Imperium Rosyjskie na IV Letnich Igrzyskach Olimpijskich w roku 1908 w Londynie reprezentowało 6 sportowców startujących w 3 dyscyplinach. Nikołaj Panin zdobył pierwszy złoty medal dla reprezentacji Imperium Rosyjskiego w igrzyskach olimpijskich.

## Zdobyte medale
| Medal  | Zawodnik           | Dyscyplina           | Konkurencja              |
| ------ | ------------------ | -------------------- | ------------------------ |
| Złoto  | Nikołaj Panin      | Łyżwiarstwo figurowe | Pokaz specjalny mężczyzn |
| Srebro | Nikołaj Orłow      | Zapasy               | waga lekka               |
| Srebro | Aleksander Pietrow | Zapasy               | waga ciężka              |

## Skład kadry

### Lekkoatletyka
Mężczyźni
| Zawodnik   | Konkurencja | Eliminacje | Eliminacje | Półfinały | Półfinały | Finał     | Finał   |
| Zawodnik   | Konkurencja | Wynik      | Miejsce    | Wynik     | Miejsce   | Wynik     | Miejsce |
| ---------- | ----------- | ---------- | ---------- | --------- | --------- | --------- | ------- |
| Georg Lind | Maraton     |            |            |           |           | 3:26:28,8 | 19.     |

### Łyżwiarstwo figurowe
| Zawodnik      | Konkurencja              | Wynik | Pozycja |
| ------------- | ------------------------ | ----- | ------- |
| Nikołaj Panin | Pokaz specjalny mężczyzn | 377,3 | złoto   |

### Zapasy
| Konkurencja                   | Zawodnik           | 1/16 finału      | 1/8 finału       | Ćwierćfinał           | Półfinały        | Finał Walka o 3.miejsce | Miejsce |
| Konkurencja                   | Zawodnik           | Przeciwnik Wynik | Przeciwnik Wynik | Przeciwnik Wynik      | Przeciwnik Wynik | Przeciwnik Wynik        | Miejsce |
| ----------------------------- | ------------------ | ---------------- | ---------------- | --------------------- | ---------------- | ----------------------- | ------- |
| styl klasyczny waga lekka     | Nikołaj Orłow      | wolny los        | Carl Erik Lund W | Ödön Radvány W        | Arvo Lindén W    | Enrico Porro P          | srebro  |
| styl klasyczny waga średnia   | Grigorij Djomin    | wolny los        | Axel Frank P     | Nie awansował         | Nie awansował    | Nie awansował           | 9.      |
| styl klasyczny waga półciężka | Jewgienij Zamotin  | wolny los        | Hugó Payr P      | Nie awansował         | Nie awansował    | Nie awansował           | 9.      |
| styl klasyczny waga ciężka    | Aleksander Pietrow |                  |                  | Frederick Humphreys W | Hugó Payr W      | Richárd Weisz P         | srebro  |